# (510) Mabella
(510) Mabella est un petit astéroïde de la ceinture principale découvert par l'astronome américain R. S. Dugan le 20 mai 1903.